# Egesina setosa
Egesina setosa là một loài bọ cánh cứng trong họ Cerambycidae.